# Lương Thế Vinh

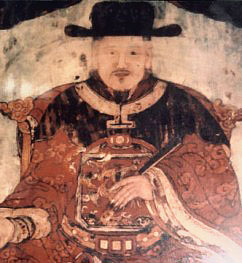
Selbstporträt von Lương Thế Vinh im Liên Bảo Tempel

Lương Thế Vinh (Chinesische Schriftzeichen: 梁世榮; auch bekannt als Trang Luong, oder unter dem Spitznamen Thuy Hien; * 17. August 1441 in Cao Phương, Liên Bảo im Bezirk Vụ Bản in der Provinz Nam Định; † 2. Oktober 1496 im Vụ Bản District, Provinz Nam Định) war ein vietnamesischer Mathematiker, buddhistischer Gelehrter und Politiker während der Le-Zeit.

## Werdegang
Lương Thế Vinh wurde am 17. August 1441 im Bezirk Vụ Bản in der Provinz Nam Định geboren. Er promovierte 1463 oder 1478 während der Regierungszeit von Le Thanh Tong, in der goldenen Ära der vietnamesischen Wissenschaft. Er arbeitete mit Vũ Hựu, einem anderen Gelehrten, zusammen und führte chinesische mathematische Methoden in Vietnam ein.

## Werk
Mathematik
- Großes Kompendium mathematischer Methoden – Große mathematische Methoden
- Mathematische Offenbarung

Chèo
- Hý phường phả lục

Buddhismus
- Thiền môn Khoa giáo